# Vincetoxicum doianum
Vincetoxicum doianum là một loài thực vật có hoa trong họ La bố ma. Loài này được (Koidzuma in Y. Doi) Kitag. miêu tả khoa học đầu tiên năm 1959.